# Charles Axtell
Charles Sumner Axtell (* 29. Januar 1859 in Hyannis; † 24. November 1932 in Springfield) war ein US-amerikanischer Sportschütze.

## Erfolge
Charles Axtell nahm an den Olympischen Spielen 1908 in London in zwei Wettbewerben teil. Im Einzelwettbewerb mit der Freien Pistole belegte er mit 480 Punkten den vierten Platz und verpasste damit einen Medaillengewinn knapp. In der Mannschaftskonkurrenz belegte er gemeinsam mit James Gorman, John Dietz und Irving Calkins den ersten Platz. Mit 1914 Punkten behaupteten sich die US-Amerikaner vor der belgischen und der britischen Mannschaft und wurden damit Olympiasieger. Axtell war dabei mit 468 Punkten der schwächste Schütze der Mannschaft.
Axtell war einer der Mitgründer der U.S. Revolver Association, deren Präsident er von 1911 bis 1913 war.